# Stevie Ray
Lash Rushay Huffman (n. 22 august 1958) este un wrestler profesionist american, semi-retras din activitate, semnat cu WWE sub contract „legends”. Este cunoscut mai ales după numele de ring Stevie Ray.